# Meroux
Meroux, teilweise auch Méroux geschrieben (entsprechend der Aussprache des Ortsnamens), deutsch früher Mörlingen, ist eine Ortschaft und eine ehemalige französische Gemeinde mit 898 Einwohnern (Stand: 1. Januar 2019) im Département Territoire de Belfort in der Region Bourgogne-Franche-Comté.
Mit Wirkung vom 1. Januar 2019 wurden die früheren Gemeinden Meroux und Moval zur Commune nouvelle Meroux-Moval zusammengeschlossen und haben dort den Status einer Commune déléguée. Der Verwaltungssitz befindet sich im Ort Meroux.

## Geographie
Meroux liegt auf 368 m über dem Meer, etwa sechs Kilometer südsüdöstlich der Stadt Belfort (Luftlinie). Das Dorf erstreckt sich im Flachland der Burgundischen Pforte, in einer weiten Mulde östlich des Tals der Savoureuse und westlich des Plateaus von Les Grands Bois.
Das Gebiet umfasst einen Abschnitt der nur schwach reliefierten Landschaft im Bereich der Burgundischen Pforte (Trouée de Belfort). Der zentrale Teil des Gebietes wird von der offenen Mulde von Meroux eingenommen, die durch den Dorfbach nach Südosten zur Bourbeuse und damit zur Allaine entwässert wird. Flankiert wird diese Talmulde von einem Plateau, das durchschnittlich auf 370 m liegt. Es ist teils mit Acker- und Wiesland, teils mit Wald bedeckt. Auf den Anhöhen um Meroux befinden sich drei Festungsanlagen. Nach Osten erstreckt sich das Gebiet bis in das ausgedehnte Waldgebiet der Les Grands Bois. Mit einem schmalen Streifen reicht der Boden der Commune déléguée nach Nordwesten auf den Bosmont am Rand des Savoureuse-Tals, auf dem mit 406 m die höchste Erhebung von Meroux erreicht wird.

## Geschichte
Fundstücke wie beispielsweise ein Dolch aus der Bronzezeit und ein Degen aus der Eisenzeit weisen auf eine sehr frühe Besiedlung des Gemeindegebietes von Meroux hin. Erstmals urkundlich erwähnt wird Meroux im Jahr 1166 unter dem latinisierten Namen Merodurum. Seit Mitte des 13. Jahrhunderts ist die Existenz des Benediktinerpriorats Saint-Nicolas belegt, das 1442 in die Abhängigkeit des Kapitels von Belfort geriet. Mitte des 14. Jahrhunderts gelangte das Dorf unter die Oberhoheit der Habsburger. Es wurde darauf der Herrschaft Rosenfels (Rosemont) zugeteilt.
Durch schwedische Truppen wurde Meroux 1632 während des Dreißigjährigen Krieges stark in Mitleidenschaft gezogen. Das Priorat wurde dabei zerstört und der nahebei gelegene Weiler Battumagny nach dem Krieg aufgegeben. Zusammen mit dem Sundgau kam Meroux mit dem Westfälischen Frieden 1648 an die französische Krone. Seit 1793 gehörte das Dorf zum Département Haut-Rhin, verblieb jedoch 1871 als Teil des Territoire de Belfort im Gegensatz zum restlichen Elsass bei Frankreich. Von 1908 bis 1913 wurden das Fort von Meroux und weitere Festungsanlagen der Umgebung errichtet, die zusammen einen Befestigungsring um Belfort bildeten.
Als am 13. August 1877 die Eisenbahnstrecke Belfort–Morvillars–Delle eröffnet wurde, erhielt Meroux einen Anschluss ans französische Eisenbahnnetz. Der Personenverkehr auf der Strecke wurde 1992 eingestellt, für den verbliebenen Güterverkehr ist die Strecke noch bis Morvillars in Betrieb.
Zu einer Gebietsveränderung kam es 1972, als Meroux mit Moval zur Doppelgemeinde Meroux-Moval fusioniert wurde. Auf den 1. Januar 1997 wurde Moval jedoch wieder abgetrennt und erhielt seine Selbständigkeit zurück. Seit 1998 war Meroux zunächst Teil des Gemeindeverbandes Communauté d’Agglomération Belfortaine, der 2017 in der Communauté d’agglomération Grand Belfort aufging.

## Bevölkerung
| Bevölkerungsentwicklung | Bevölkerungsentwicklung |
| Jahr                    | Einwohner               |
| ----------------------- | ----------------------- |
| 1962                    | 472                     |
| 1968                    | 464                     |
| 1975                    | 479                     |
| 1982                    | 509                     |
| 1990                    | -                       |
| 1999                    | 660                     |

Mit zuletzt 870 Einwohnern (Stand 1. Januar 2016) gehörte Meroux zu den kleinen Gemeinden des Département Territoire de Belfort. Nachdem die Einwohnerzahl in der ersten Hälfte des 20. Jahrhunderts abgenommen hatte (1911 wurden noch 688 Personen gezählt), wurde seit Beginn der 1980er Jahre ein deutliches Bevölkerungswachstum verzeichnet.

## Sehenswürdigkeiten
Die Kirche Saint-Nicolas wurde von 1885 bis 1887 im Stil der Neugotik neu erbaut. Das alte Pfarrhaus beherbergt seit 1993 die Mairie (Gemeindehaus).
Siehe auch: Liste der Monuments historiques in Meroux-Moval

Kirche St. Nikolaus in Meroux
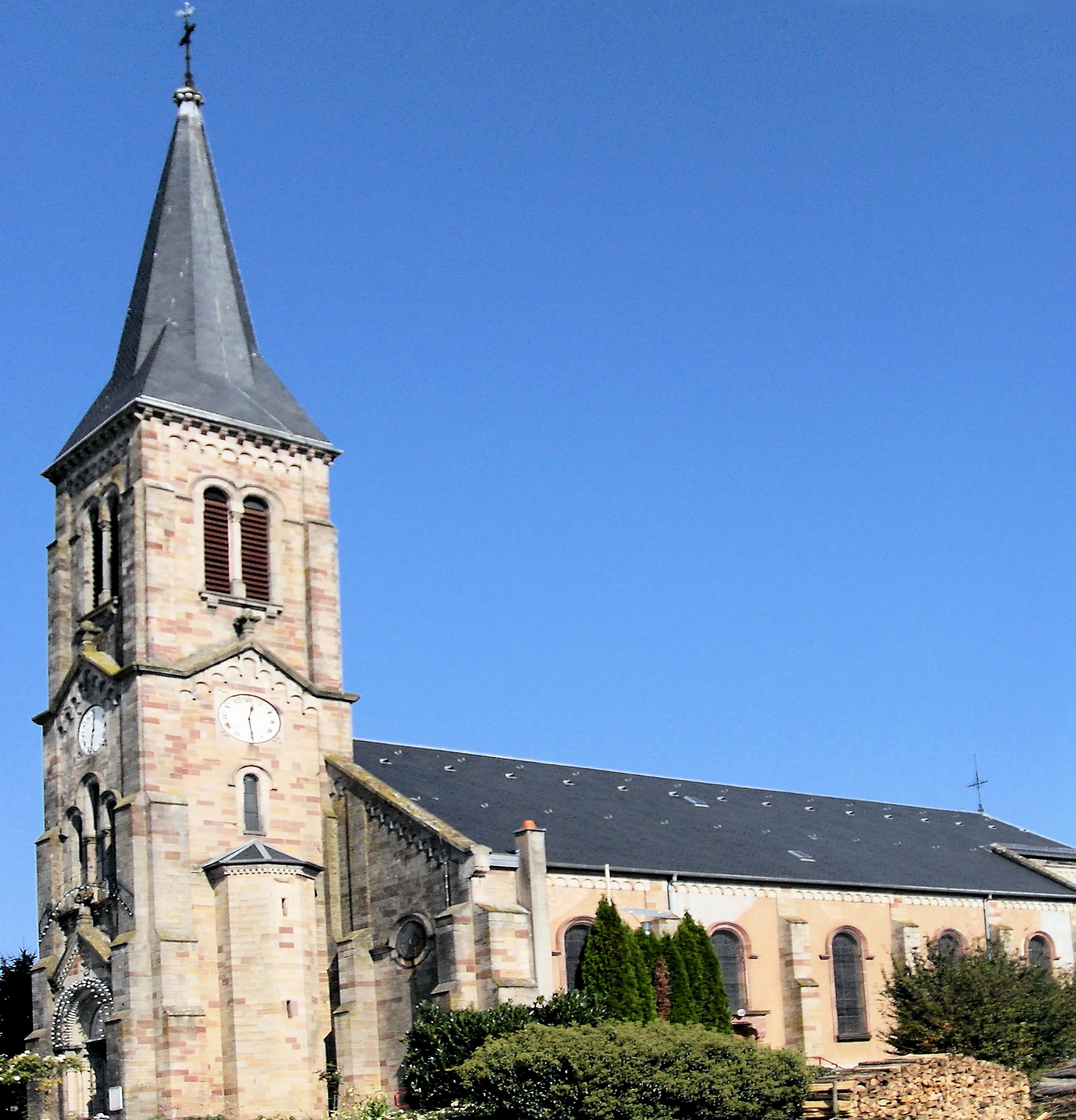
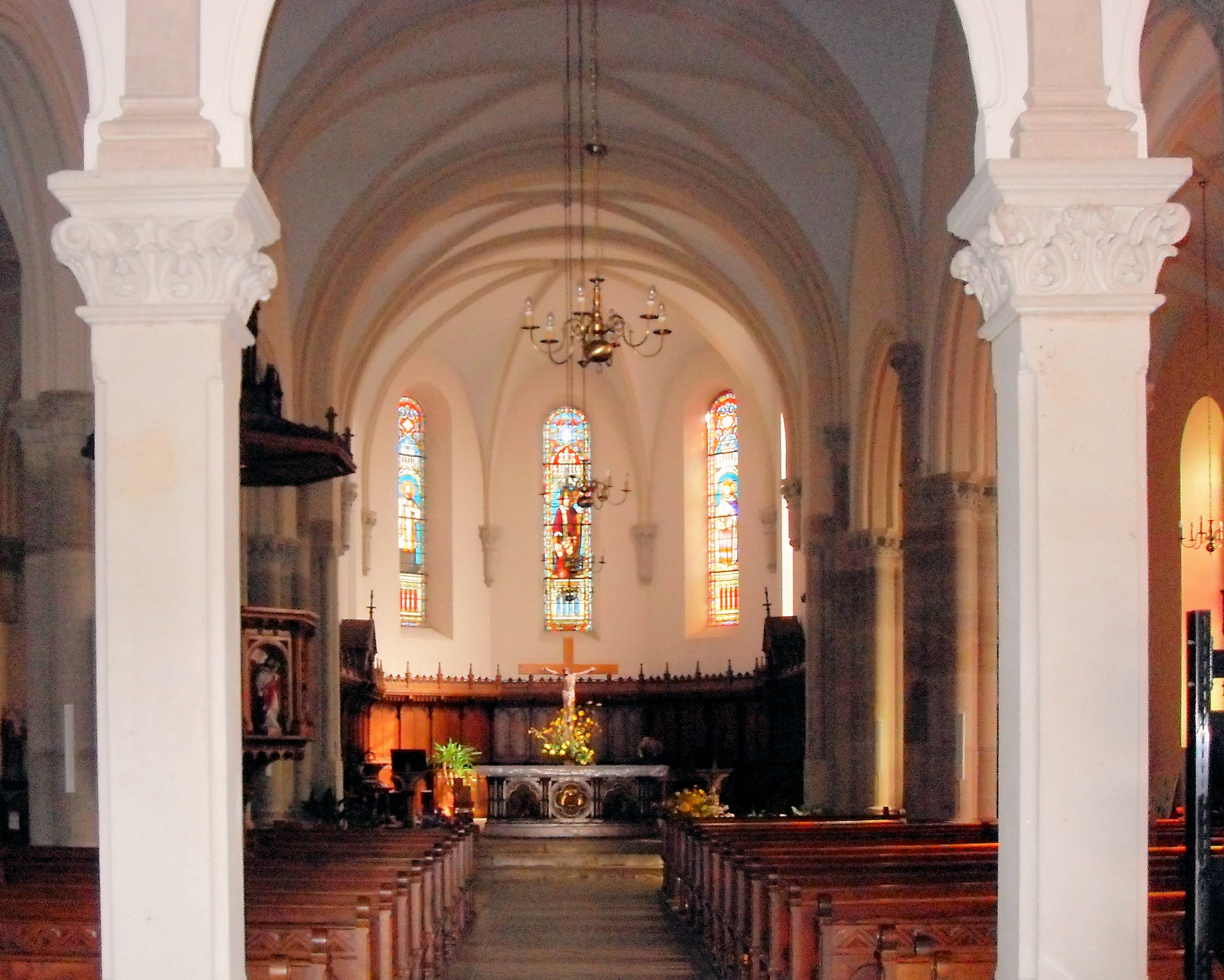
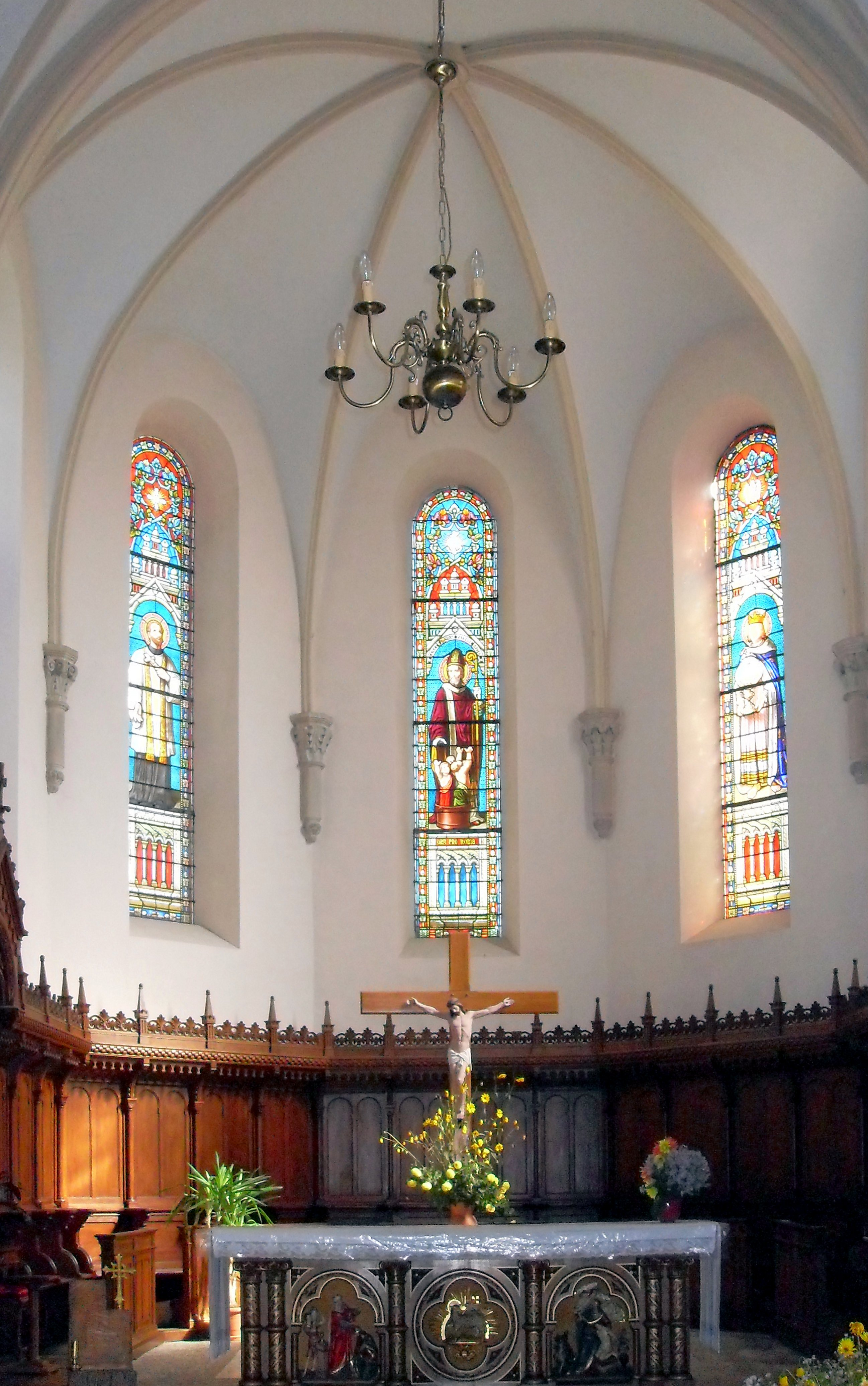

## Wirtschaft und Infrastruktur
Meroux war bis weit ins 20. Jahrhundert hinein ein vorwiegend durch die Landwirtschaft (Ackerbau, Obstbau und Viehzucht) und die Forstwirtschaft geprägtes Dorf. Daneben gibt es heute einige Betriebe des lokalen Kleingewerbes. Mittlerweile hat sich das Dorf zu einer Wohngemeinde gewandelt. Viele Erwerbstätige sind deshalb Wegpendler, die in den Agglomerationen Belfort und Montbéliard ihrer Arbeit nachgehen.
Die Ortschaft ist verkehrstechnisch gut erschlossen. Sie liegt an einer Departementsstraße, die von Belfort nach Froidefontaine führt. Nahebei verläuft die Schnellstraße von der Autobahn A36 nach Delle. Der nächste Anschluss an die A36 befindet sich in einer Entfernung von ungefähr vier Kilometern. Weitere Straßenverbindungen bestehen mit Moval und Vézelois. Durch eine Buslinie ist Meroux mit Belfort verbunden. Auf dem Gebiet der Commune déléguée von Meroux wurde der Bahnhof Belfort-Montbéliard TGV an der LGV Rhin-Rhône erbaut. Die am TGV-Bahnhof vorbeiführende Bahnstrecke Belfort–Delle wurde auf den Fahrplanwechsel vom 9. Dezember 2018 reaktiviert und erhielt einen neuen Bahnhof Meroux TGV über den Gleisen des Bahnhofs Belfort-Montbéliard TGV mit Umsteigemöglichkeit zum TGV.